# Corin Redgrave
Corin Redgrave (Londres, Inglaterra; 16 de julio de 1939-ibídem, 6 de abril de 2010) fue un actor y activista político británico.

## Inicios
Su nombre completo era Corin William Redgrave, y nació en Marylebone, Londres (Inglaterra). Era el único hijo varón de los actores Michael Redgrave y Rachel Kempson, y estudió en la independiente Westminster School y en el King's College (Cambridge).

## Carrera
Trabajó como actor en una amplia gama de papeles, tanto para el cine como para el teatro y la televisión. 
En el teatro fueron destacadas sus actuaciones en obras de Shakespeare como Mucho ruido y pocas nueces, Enrique IV, parte 1,Antonio y Cleopatra y La tempestad. También es de destacar su interpretación en la pieza de Noel Coward A Song At Twilight, junto a su hermana Vanessa Redgrave y su segunda esposa, Kika Markham.
Por su papel como Boss Whalen en la obra de Tennessee Williams representada en el Royal National Theatre Not About Nightingales, Redgrave fue nominado a un Premio Evening Standard y, tras su exitosa exhibición en la ciudad de Nueva York, su interpretación le valió una nominación al Tony al mejor actor de 1999.
En 2005, tras interpretar El Rey Lear con la Royal Shakespeare Company en Londres sufrió un infarto agudo de miocardio. En 2008 volvió al teatro para hacer un retrato muy alabado de Oscar Wilde en De Profundis. En 2009 protagonizó Trumbo, estrenada solo horas después de la trágica muerte de su sobrina, Natasha Richardson.
En el cine es conocido por su interpretación en películas como A Man for All Seasons (1966), Excalibur (1981), En el nombre del padre (1993), Persuasion y Cuatro bodas y un funeral (1994).
También actuó en la televisión británica, en programas como Ultraviolet, The Vice, Trial & Retribution, Shameless, Foyle's War y el telefilme ganador de un Emmy La chica del café, en el cual interpretaba al primer ministro.
Además de su actividad como actor, escribió una obra de teatro, Bluntly Speaking, que fue producida en el Festival de Teatro de Chichester.

## Política
Fue durante toda su vida activista de la izquierda política. Con su hermana mayor Vanessa, fue miembro destacado del Partido Revolucionario de los Trabajadores. Más recientemente, se convirtió en defensor de los derechos del pueblo gitano.
Tanto él como su segunda esposa, Kika Markham, dieron apoyo a Viva Palestina, un convoy humanitario liderado por el parlamentario británico George Galloway, que intentó romper el sitio en la Franja de Gaza.

## Familia
Fue uno de los representantes de la tercera entre cuatro generaciones de la dinastía teatral Redgrave. 
- Sus abuelos paternos fueron los actores Roy Redgrave y Margaret Scudamore.
- Sus padres fueron Michael Redgrave y Rachel Kempson. Corin escribió una biografía acerca de su padre.
- Su hermana mayor es Vanessa, y la menor fue Lynn Redgrave. Por Vanessa, sus sobrinos fueron Natasha, Joely Richardson y Carlo Gabriel Nero.
- Su primer matrimonio fue con Deirdre Deline Hamilton-Hill (1939–1997).[5] Tuvieron una hija, la actriz Jemma Redgrave, y un hijo, Luke, un operador de cámara y ayudante de producción. Redgrave y Hamilton-Hall se divorciaron en 1975.[6]
- Tuvo dos hijos, Harvey y Arden, con la actriz Kika Markham, con la que se casó en 1985 Wandsworth, Londres,[5] permaneciendo la pareja unida hasta el fallecimiento de Redgrave.

Escribió unas memorias sobre las tensas relaciones con su padre tituladas Michael Redgrave - My Father, que incorpora pasajes del diario de Michael Redgrave. Fue notorio el hecho de que reveló la bisexualidad de su padre.

## Problemas de salud y fallecimiento

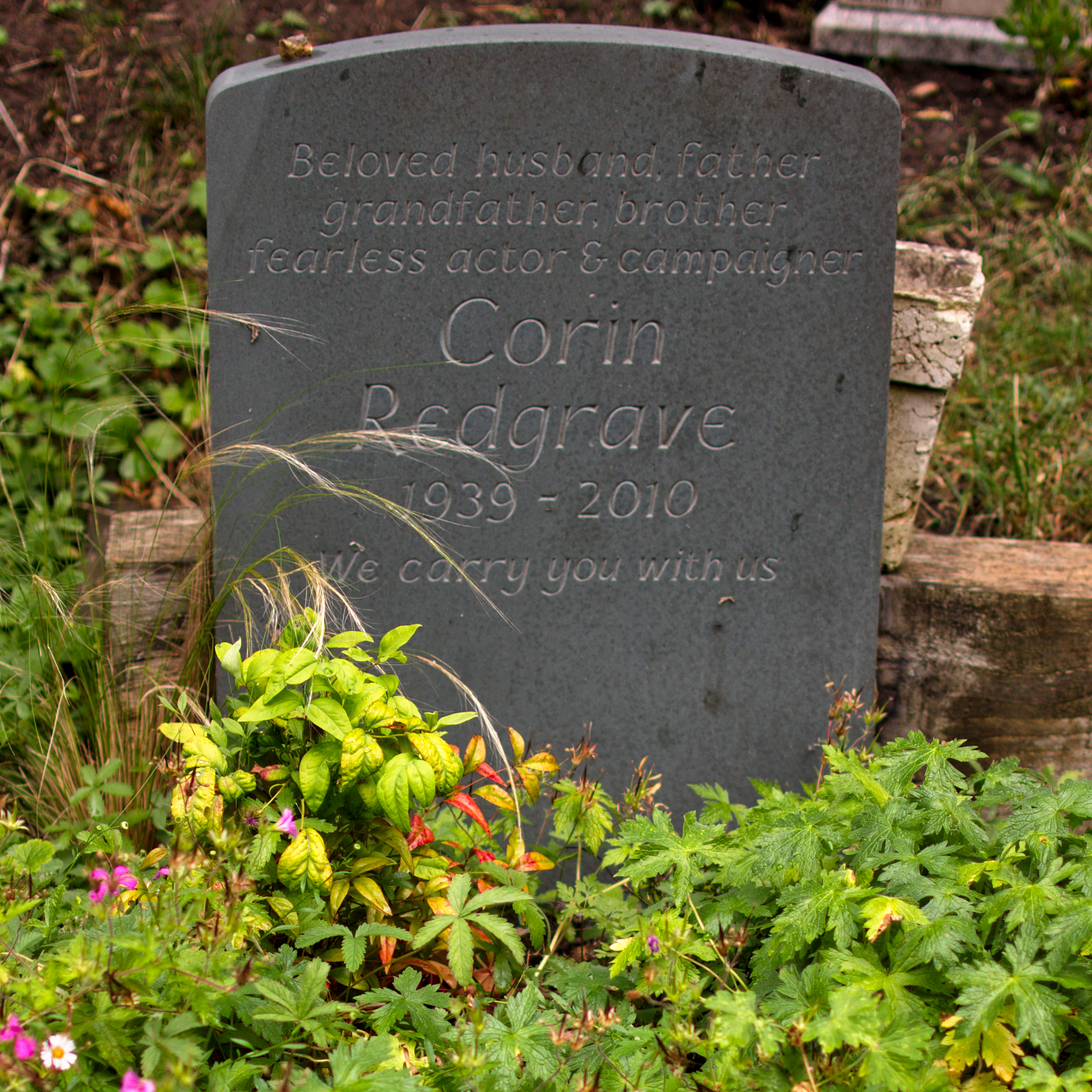
Lápida de Corin Redgrave en el Cementerio de Highgate

Le diagnosticaron un cáncer de próstata en 2000. En junio de 2005 su familia explicaba que Redgrave se encontraba hospitalizado en estado grave, aunque estable, tras sufrir un severo infarto agudo de miocardio en Basildon, Essex. En marzo de 2009 Redgrave volvió a Londres para interpretar el papel principal de Trumbo, basado en la obra del guionista de Hollywood Dalton Trumbo. En la representación inaugural Redgrave dedicó su actuación a la memoria de Natasha Richardson, su sobrina, que había fallecido esa semana en un accidente de esquí.
Falleció el 6 de abril de 2010 en el Hospital St George, en el distrito londinense de Tooting. Su funeral se celebró el 12 de abril en la iglesia de St Paul, en Covent Garden, Londres.
Sus restos mortales descansan en el Cementerio de Highgate.